# Lissonota silvatica
Lissonota silvatica là một loài tò vò trong họ Ichneumonidae.